# Csukcs nyelv
A csukcs nyelv a paleoszibériai nyelvek egyike, (a mai Oroszország területén) a csukcsok a Csukcs-félszigettől egészen a Kolima-hegységig élnek. A csukcs-kamcsatkai nyelvcsalád legnagyobb képviselője, kb. 11 000 ember beszéli. Agglutináló nyelv, főként prefixumokat és szuffixumokat használ. A szavak a főnév, melléknév, számnév, névmás és határozószó szófajokba sorolhatók.
1931 óta írásbeliségű nyelv, a kezdeti latinról tért át cirill betűk használatára. (1936)